# Діно Візер
Діно Візер (нім. Dino Wieser; 13 червня 1989, Кюбліс, Швейцарія) — швейцарський хокеїст, нападник, виступає за клуб ХК «Давос» в Національній лізі А. Його старший брат Марк також хокеїст.

## Кар'єра
Діно Візер почав свою кар'єру в елітному молодіжному дивізіоні в сезоні 2005/06 років у складі клубу ХК «Давос», а також в тому році дебютував в основному складі клубу. У сезоні 2006/07 років Діно провів 26 матчів, набрав 6 очок (3 + 3), в плей-оф зіграв 17 матчів, закинув одну шайбу. 20 жовтня 2006 року він закинув свою першу шайбу в матчі проти «Клотен Флаєрс». У квітні 2007 року він виграв вперше у своїй кар'єрі чемпіонат Швейцарії. У цьому ж році викликався до юніорської збірної Швейцарії, в тренувальний табір перед чемпіонатом світу 2007 року.
Сезон 2007/08 років, Діно провів у складі молодіжної збірної Швейцарії в Національній лізі B.
Візер ставав ще тричі чемпіоном Швейцарії у 2009 та 2011 та 2015 роках.

## Нагороди та досягнення
- Чемпіон Швейцарії у складі «Давос» — 2007, 2009, 2011 та 2015 років.